# Jeune Garçon pelant une poire
Jeune garçon pelant une poire (ou L'éplucheur de poire) est une peinture à l'huile de l'artiste français Édouard Manet réalisée en 1868. Le tableau fait partie des collections du Musée national de Stockholm.

## Histoire et description
Le garçon éplucheur de poires s'appelait Léon Koëlla Leenhoff (1852-1927) et était le beau-fils de Manet, peut-être aussi son fils biologique. La mère du garçon, la pianiste Suzanne Leenhoff, épousa Manet en 1863 mais entretenait alors une relation avec l'artiste depuis plusieurs années.
L’artiste s’est probablement inspiré de scènes quotidiennes d’époques plus anciennes – intérieurs de cuisine, natures mortes ou représentations de diverses tâches ménagères. De tels motifs étaient populaires en France au XIXe siècle. Lors d'une visite à Paris, l'artiste suédois Anders Zorn devint propriétaire du tableau. En 1896, il en fit don au Musée national de Stockholm.

## Sources
1. ↑  « Léon, le fils caché et surexposé d'Édouard Manet », sur Le Figaro, 29 janvier 2013 (consulté le 16 décembre 2023)
2. ↑  (en) « Edouard Manet - Young Boy Peeling a Pear », sur www.pubhist.com (consulté le 16 décembre 2023)

- Site Internet du Musée national

- (sv) Cet article est partiellement ou en totalité issu de l’article de Wikipédia en suédois intitulé « Päronskalaren » (voir la liste des auteurs).